# Лубеники
Лубеники — (біл. вёска Лубенікі), село (веска) в складі Брагінського району розташоване в Гомельській області Білорусі. Село підпорядковане Вугловській сільській раді і в ньому мешкає 163 чоловік (станом на 2004 рік).
Село Лубеники розташоване на південному сході Білорусі, у південній частині Гомельської області, неподалік від районного центру Брагіна (за 5 кілометрів північніше).